# The Market of Souls
The Market of Souls è un film muto del 1919 diretto da Joseph De Grasse.

## Produzione
Il film fu prodotto dalla Thomas H. Ince Corporation.

## Distribuzione
Il copyright del film, richiesto dalla Thos. H. Ince, fu registrato il 21 luglio 1919 con il numero LP13996.
Distribuito dalla Paramount Pictures con il nome Famous Players-Lasky Corporation, il film uscì nelle sale cinematografiche statunitensi il 7 settembre 1919.
Copia della pellicola è stata ritrovata negli archivi russi della Gosfilmofond.